# 守山警察署 (愛知県)
守山警察署（もりやまけいさつしょ）は、愛知県警察が管轄する警察署の一つである。

## 所在地
- 愛知県名古屋市守山区脇田町401番地

## 管轄区域
- 名古屋市守山区
- 尾張旭市

## 沿革
- 1948年（昭和23年）3月7日 - 旧警察法公布で、守山町を管轄する自治体警察の守山町警察署が東春日井郡守山町大字守山字茶臼15番地において設置される[1]。志段味村と旭村は国家地方警察東春日井地区警察署の管轄となる。
- 1948年（昭和23年）10月18日 - 守山町大字小幡字西新13番地に新築移転[1]。
- 1952年（昭和27年）6月1日 - 守山町警察廃止[2]。国家地方警察再編で、東春日井地区警察署は2分割され[要出典]、守山町を本署とする東春日井南地区警察署が発足する[3]。
- 1954年（昭和29年）6月1日 - 東春日井郡志段味村編入に伴い、東春日井北地区警察署より管轄を編入[3]。
- 1954年（昭和29年）7月1日 - 愛知県警察発足で、愛知県守山警察署となる[3]。
- 1971年（昭和46年）3月10日[要出典] - 現庁舎に移転[3]。

## 組織
- 警務課
  - 警務係
  - 住民サービス係
  - 留置管理係
- 会計課
  - 会計係
- 生活安全課
  - 生活安全(第一係・第二係)
  - 少年係
  - 保安係
- 地域課
  - 地域総務係
  - 地域(第一係～第三係)
  - 特別警戒隊
- 刑事課
  - 刑事総務係
  - 強行(第一係・第二係)
  - 盗犯(第一係・第二係)
  - 鑑識係
  - 知能係
  - 暴力薬物係
- 交通課
  - 交通総務係
  - 交通規制係
  - 指導取締係
  - 事故捜査係
- 警備課
  - 警備係
  - 外事係

## 幹部交番
（ ）の中は所在地
- 尾張旭幹部交番（尾張旭市東大道町原田2570番17）

## 交番
（ ）の中は所在地
- 志段味交番（守山区大字下志段味306番地）
- 大森交番（守山区大森2丁目2811番地）
- 森孝交番（守山区森孝東1丁目452番地）
- 小幡交番（守山区小幡1丁目3番2号）
- 守山交番（守山区廿軒家14番54号）
- 新守山駅前交番（守山区新守町268番地）
- 瀬古交番（守山区瀬古東3丁目1304番地）
- 小幡北交番（守山区川東山3332番地）
- 東栄交番（尾張旭市東栄町2丁目1番地8）
- 本地ヶ原交番（尾張旭市北本地ヶ原町3丁目129番地）
- 印場交番（尾張旭市印場元町10番地1）
- 吉根交番（守山区平池東204番地）

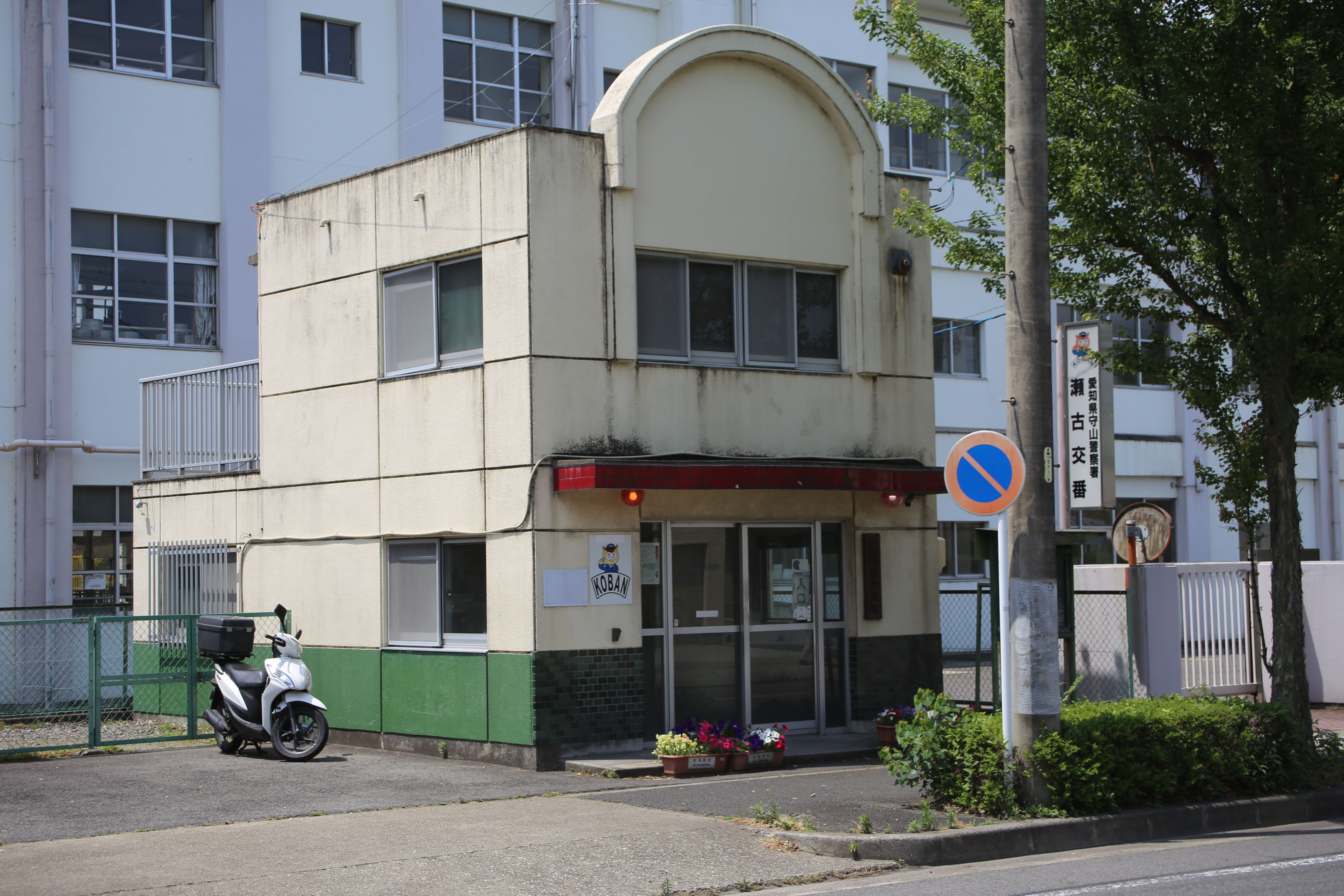
瀬古交番
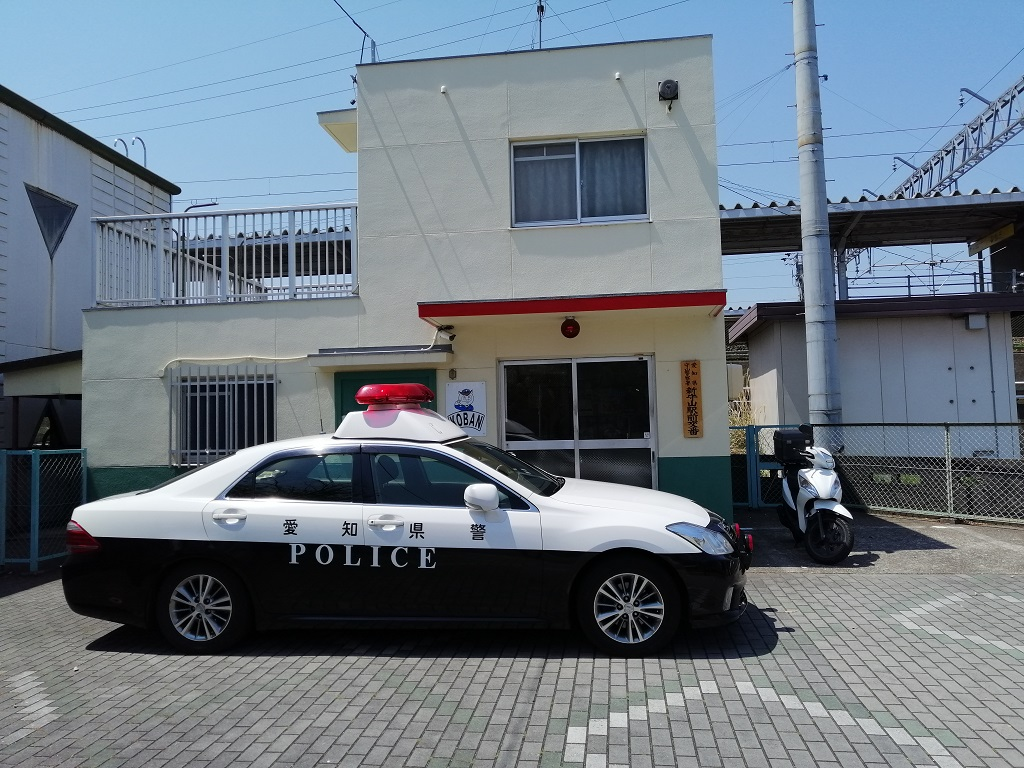
新守山駅前交番
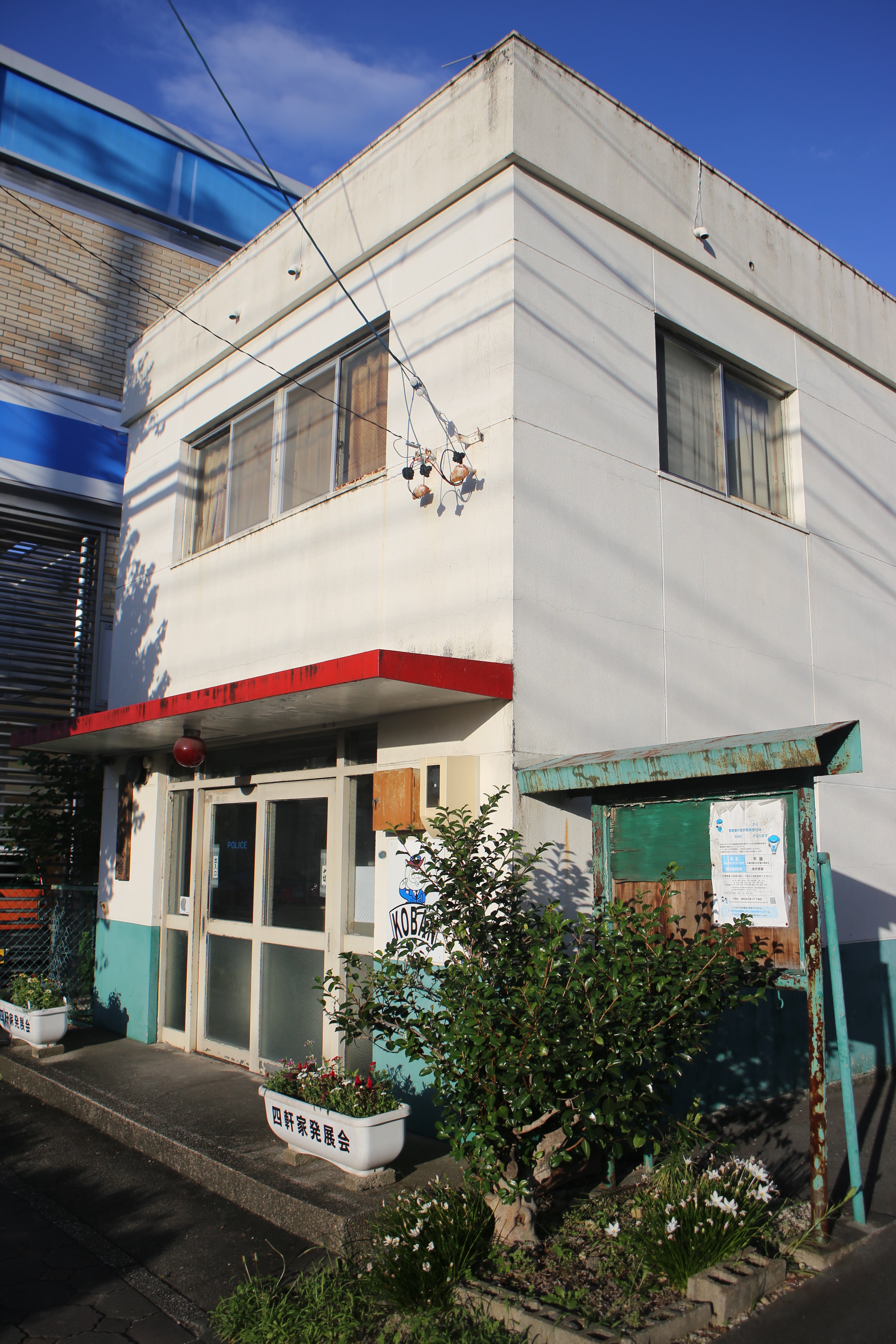
森孝交番

## 駐在所
なし

## 不祥事
2014年（平成26年）9月17日、バールやカメラなどが愛知県瀬戸市の山中に大量に投棄されていたのを通行人が発見。県警が調べたところ、窃盗など複数の刑事事件の捜査で収集した証拠品であることが発覚。証拠品には守山署が保管していたことを示すタグが付けられており、県警は故意に捨てられた可能性が高いとみて、証拠品を回収して経緯を調べている。